# Suca
Gilmar da Luz Gasparoni, mais conhecido como Suca (Bagé, 6 de maio de 1960), é um treinador e ex-futebolista brasileiro que atuava como meia. 

## Títulos

### Jogador
Bagé
- Campeonato Gaúcho 2ª Divisão: 1982

Juventude
- Campeonato do Interior: 1986

Coritiba
- Campeonato Paranaense: 1986[4]

### Treinador
Brusque
- Recopa Sul-Brasileira: 2008
- Copa Santa Catarina: 2008
- Campeonato Catarinense de Futebol - Série B: 2008